# Хотентоти
Хотентоти или Којкоји је заједнички назив за којсанске етничке групе сродне Бушманима, које су представљале или представљају домородачко становништво у југозападним дијеловима Африке. Док су племена Хотентота традиционално номадски сточари, сродна племена Бушмана су традиционално ловци-сакупљачи.

## Име
Израз Хотентот је у посљедње вријеме стекао пежоративно значење, јер се сматра како долази од хотентот, ријечи за муцавце у сјеверним дијалектима холандског језика којим су били говорили холандски досељеници у 17. вијеку. Тим изразом су се настојали описати којсански језици који у себи садржавају кликтаје као средство комуникације.

## Начин живота
Што због инвазије Банту народа на југ Африке око 1000. године, што због касније европске колонијалне експанзије, већина Хотентота је била присиљена напустити номадски начин живота, а с временом се и стопити с другим афричким народима. У 17. веку, у доба оснивања холандске колоније Кејп, Хотентоти су узгајали велика крда говеда расе Нгуни, а традиционални начин живота и номадско сточарство су у највећој мери напустили у 19. и 20. веку.

## Племена
Два највећа хотентотска племена су племе Нама из Намибије, Боцване и Јужноафричке републике и племе Дамара из Намибије. Процењује се да Нама и Дамара укупно има око 300.000, народ Дамара је бројнији и њихов број је процењен на око 182.487, док је број Нама око 130.349.
Грикве су етничка група мешаног порекла (пре свега хотентотско-холандског), која насељава Јужноафричку републику. Сматрају се за једне од Обојених. Свој етнички идентитет су развили у 19. веку, а област коју насељавају назива се Грикваленд. У Намибији су им сродни Бастери, група такође хотентотско-холандског мешаног порекла која насељава околину града Рехобот у централном делу земље, тик јужно од Виндхука. Имају своје посебно обичајно право, као и изабраног вођу.

## Језици
Хотентоти или Којкоји укључују говорнике којкој гране централнокојсанских језика. Док сродни Бушмани укључују говорнике чу-кве гране централнокојсанских језика, али и говорнике севернокојсанских језика и јужнокојсанских језика.